# Óbolo de Caronte

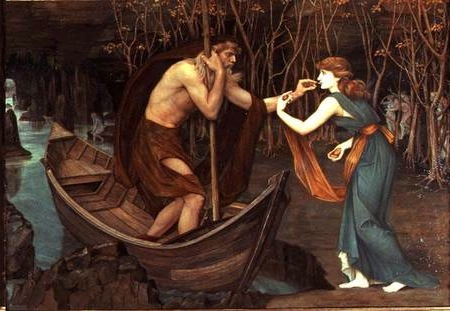
Charon and Psyche (1883), una interpretación prerrafaelista del mito realizada por John Roddam Spencer Stanhope

El óbolo de Caronte es un término que se refiere a la moneda colocada en o sobre la boca de una persona muerta antes de su entierro. Las fuentes literarias griegas y latinas especifican que la moneda era un óbolo y explican que era un pago a Caronte, el barquero que transportaba a las almas a través del río que dividía el mundo de los vivos del mundo de los muertos. Los hallazgos arqueológicos de estas monedas, de varias denominaciones en la práctica, se han denominado como "los objetos funerarios más famosos de la antigüedad".
La costumbre se asocia principalmente con los antiguos griegos y romanos, aunque también se encuentra en el antiguo Oriente Próximo. En Europa occidental se ha dado un uso similar de monedas para los entierros en regiones habitadas por celtas de las culturas galorromana, hispanorromana y romanobritánica, y entre los pueblos germánicos de la Antigüedad Tardía y la era cristiana primitiva, con ejemplos esporádicos a principios del siglo XX.
Aunque la arqueología muestra que el mito refleja una costumbre real, la colocación de las monedas en los muertos no era específica ni estaba confinada a una sola moneda en la boca del difunto. En muchos entierros, las tablillas con hojas de metal inscritas, o Exonumia, toman el lugar de la moneda, o cruces de papel dorado durante el período del cristianismo primitivo. La presencia de monedas o una acumulación de monedas en los entierros de barcos germánicos sugiere un concepto análogo.
La frase "óbolo de Caronte", como la usan los arqueólogos, puede entenderse a veces como un rito religioso particular, pero a menudo sirve como una especie de abreviatura que se ha acuñado, ya que los bienes funerarios supusieron un mejor paso del difunto al más allá. En latín, el óbolo de Caronte a veces se denomina viático, o "sustento para el viaje"; la colocación de la moneda en la boca se ha explicado también como un sello para proteger el alma del difunto o para evitar que regrese al mundo terrenal.

## Terminología

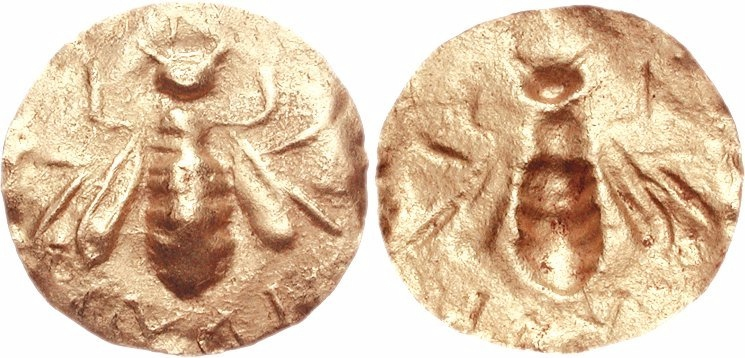
Óbolo de Caronte (- siglos a. C.). Todas estas pseudomonedas no tienen signos de fijación, son demasiado delgadas para el uso cotidiano y se encuentran a menudo en túmulos

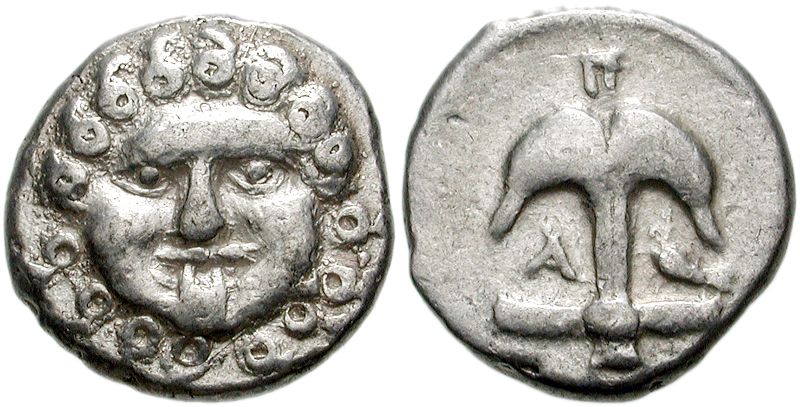
Moneda de Medusa de la región del Mar Negro, empleada usualmente como óbolo de Caronte. En su frente tiene un dibujo de Medusa y en el reverso se distingue un ancla y algunos crustáceos

La moneda de Caronte se conoce convencionalmente en la literatura griega como un óbolo (en griego ὀβολός), una de las denominaciones básicas de la moneda griega antigua, que vale la sexta parte de una dracma. Entre los griegos, las monedas en los entierros reales a veces también son un danakē (δανάκη) u otras pequeñas denominaciones de moneda de oro, plata, bronce o cobre de uso local. En las fuentes literarias romanas, la moneda suele ser de bronce o cobre. Desde el siglo VI al IV a. C. en la región del Mar Negro se usaban monedas de bajo valor con puntas de flecha o delfines, principalmente con el propósito de "intercambio local y para servir como 'óbolo de Caronte'". El pago es a veces especificado con el término para "tarifa del barco" (en griego naulon, ναῦλον, en latín naulum); "tarifa por transporte" (en griego, porthmeion, πορθμήϊον or πορθμεῖον); o "peaje de navegación" (en latín, portorium latino).
La palabra naulon (ναῦλον) es definida por el lexicógrafo de la era cristiana Hesiquio de Alejandría como la moneda que se pone en la boca de los muertos; uno de los significados de danakē (δανάκη) se da como "el óbolo para los muertos". La Suda define el danakē como una moneda tradicionalmente enterrada con los muertos para pagar al barquero para cruzar el río Aqueronte, y explica la definición de porthmēïon (en griego, πορθμήϊον) como una tarifa del barquero con una cita del poeta Calímaco, quien toma nota de la costumbre de llevar el porthmēïon en las "bocas resecas de los muertos".

### Óbolo de Caronte como viático

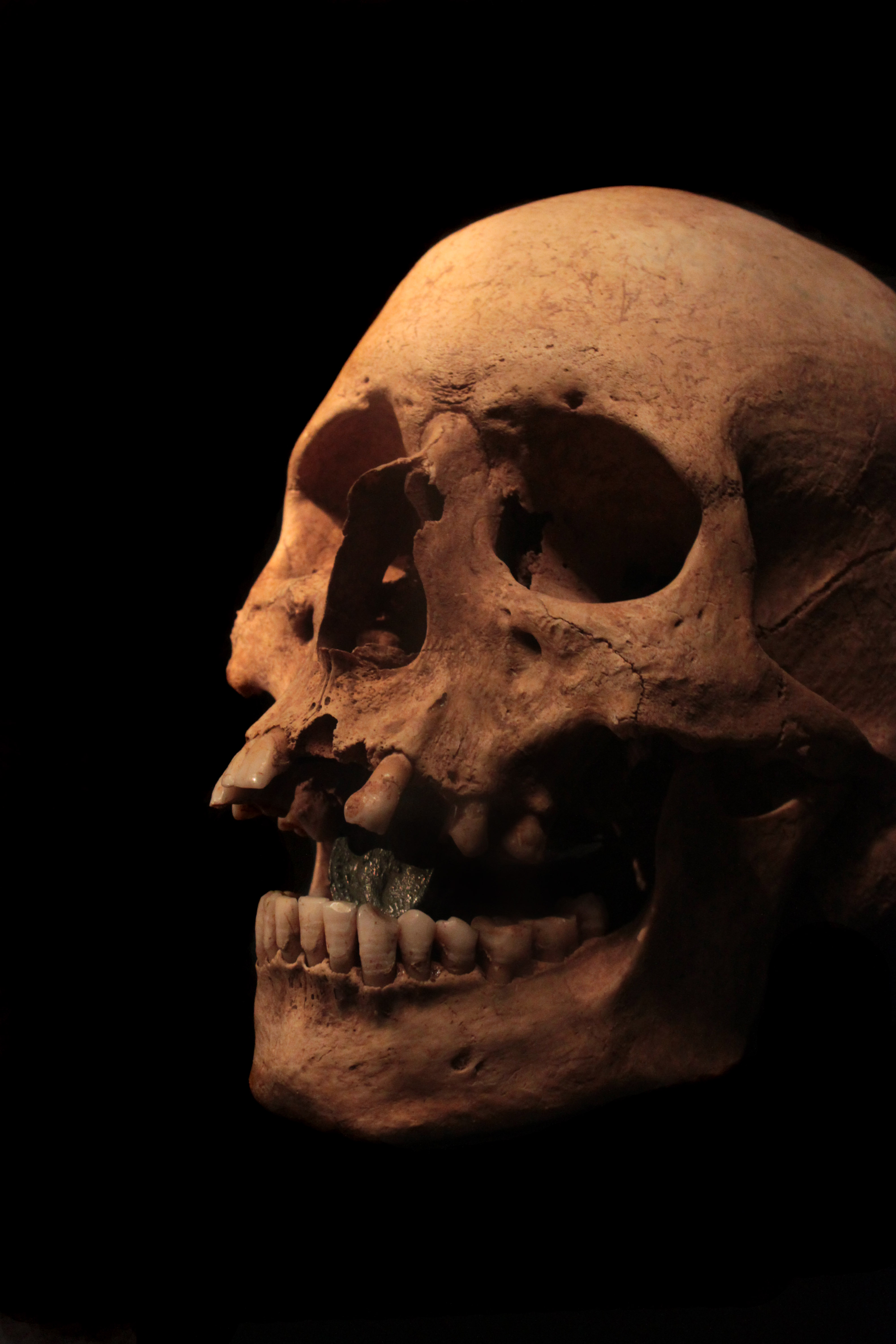
Cráneo con dupondio (óbolo) de Antonino Pío (140-144 d. C.), de los Fondos del Museo de Prehistoria de Valencia, Comunidad valenciana, España

En latín, el óbolo de Caronte a veces se denomina viático, que en el uso cotidiano significa "provisión para un viaje" (del latín via, "camino", "viaje"), que abarca alimentos, dinero y otros suministros. La misma palabra puede referirse a la concesión de vida otorgada a los despojados de sus bienes y condenados al exilio y, por extensión metafórica, a la preparación para la muerte al final del viaje de la vida. Cicerón, en su ensayo filosófico Cato Maior de Senectute (44 a. C.), hace que el interlocutor, Catón el Viejo, combine dos metáforas, que se aproximan al final de un viaje y a la madurez del fruto, al hablar de la aproximación a la muerte:

Avaritia vero senilis quid sibi velit, non intellego; potest enim quicquam esse absurdius quam, quo viae minus restet, eo plus viatici quaerere? (...) et quasi poma ex arboribus, cruda si sunt, vix evelluntur, si matura et cocta, decidunt, sic vitam adulescentibus vis aufert, senibus maturitas; quae quidem mihi tam iucunda est, ut, quo propius ad mortem accedam, quasi terram videre videar aliquandoque in portum ex longa navigatione esse venturus.
No entiendo qué codicia debería querer para sí misma en la vejez; ¿puede algo ser más tonto que adquirir más provisiones (viático) ya que queda menos del viaje? (...) Las frutas, si son verdes, apenas pueden ser arrancadas de los árboles; si están maduras y suavizadas, caen. De la misma manera, la violencia guía la vida de los hombres jóvenes; viejos, la plenitud de los tiempos. Para mí, esto es tan gratamente agradable que, cuanto más cerca estoy de morir, parezco a punto de tocar tierra, como si, en un momento no programado, llegara al puerto después de un largo viaje.
Cicerón, De senectute XVIII 66; XIX, 71.

Basándose en este sentido metafórico de "provisión para el viaje a la muerte", el latín eclesiástico tomó prestado el término viático para la tradición de la eucaristía, en la que se coloca en la boca de una persona que está muriendo como una provisión para el paso del alma a la vida eterna. La evidencia literaria más temprana de este uso cristiano para el viático aparece en el relato de Paulino sobre la muerte de San Ambrosio en el año 397 d. C. El Synodus Hibernensis del siglo VII ofrece una explicación etimológica: "Esta palabra, 'viático', es el nombre de comunión, es decir, 'la custodia del camino', porque guarda el alma hasta que se comparezca ante el tribunal de Cristo". Tomás de Aquino explicó el término como "una prefiguración del fruto de Dios, que estará en la Tierra Prometida. Y debido a esto se llama el viático, ya que nos proporciona la manera de llegar allí"; la idea de los cristianos como "viajeros en busca de la salvación" se encuentra tempranamente en las Confesiones de San Agustín.
Una palabra equivalente en griego es ephodion (ἐφόδιον); como el viático, la palabra se usaba en la antigüedad con el significado de "provisión para un viaje" (literalmente, "algo para el camino", del prefijo ἐπ-, "en" + ὁδός, "camino", "ruta") y posteriormente en la literatura patrística griega para la eucaristía administrada en el momento de la muerte.